# 古水镇
古水镇，是中华人民共和国广东省肇庆市广宁县下辖的一个乡镇级行政单位。

## 行政区划

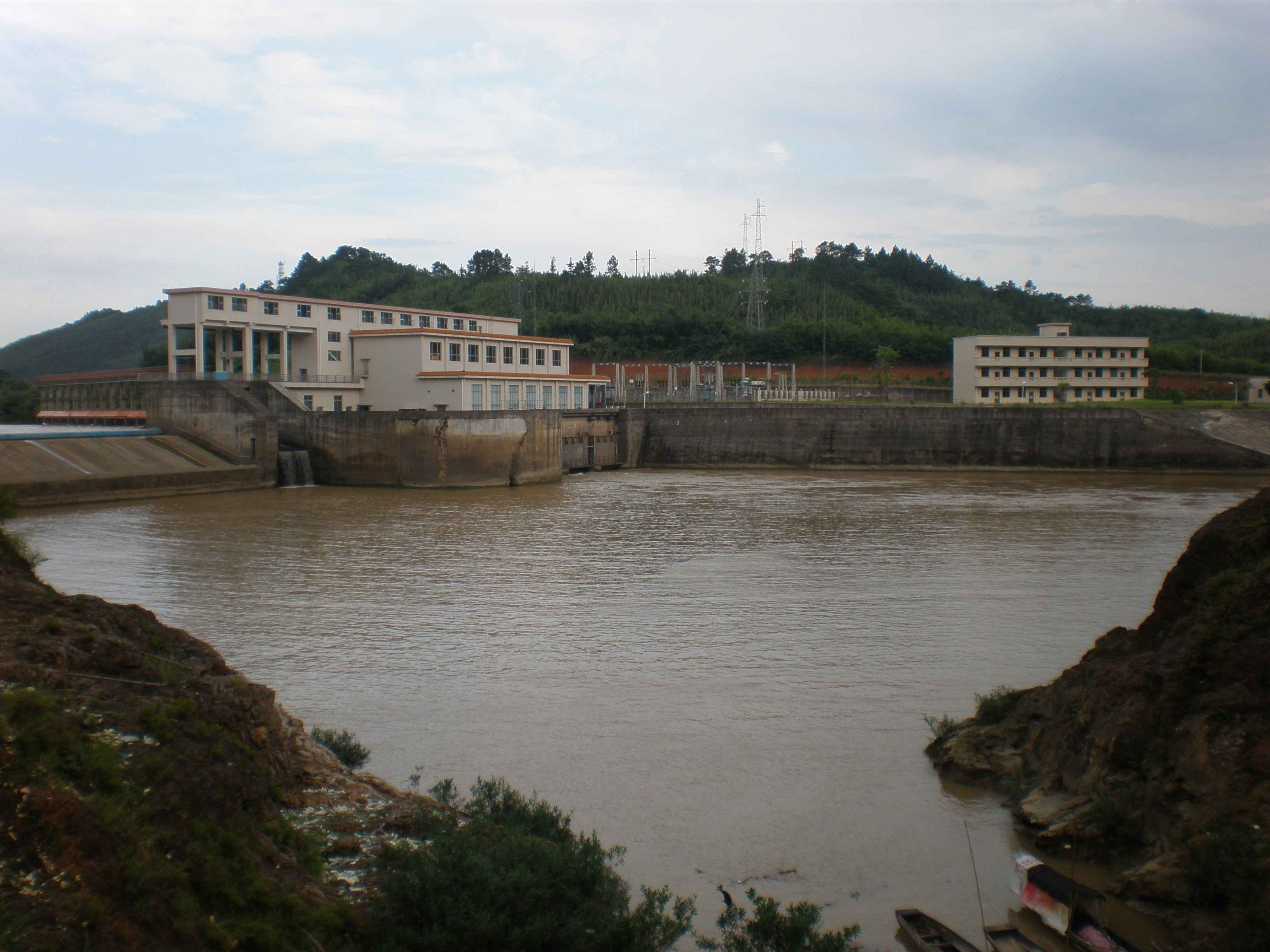
古水水电站

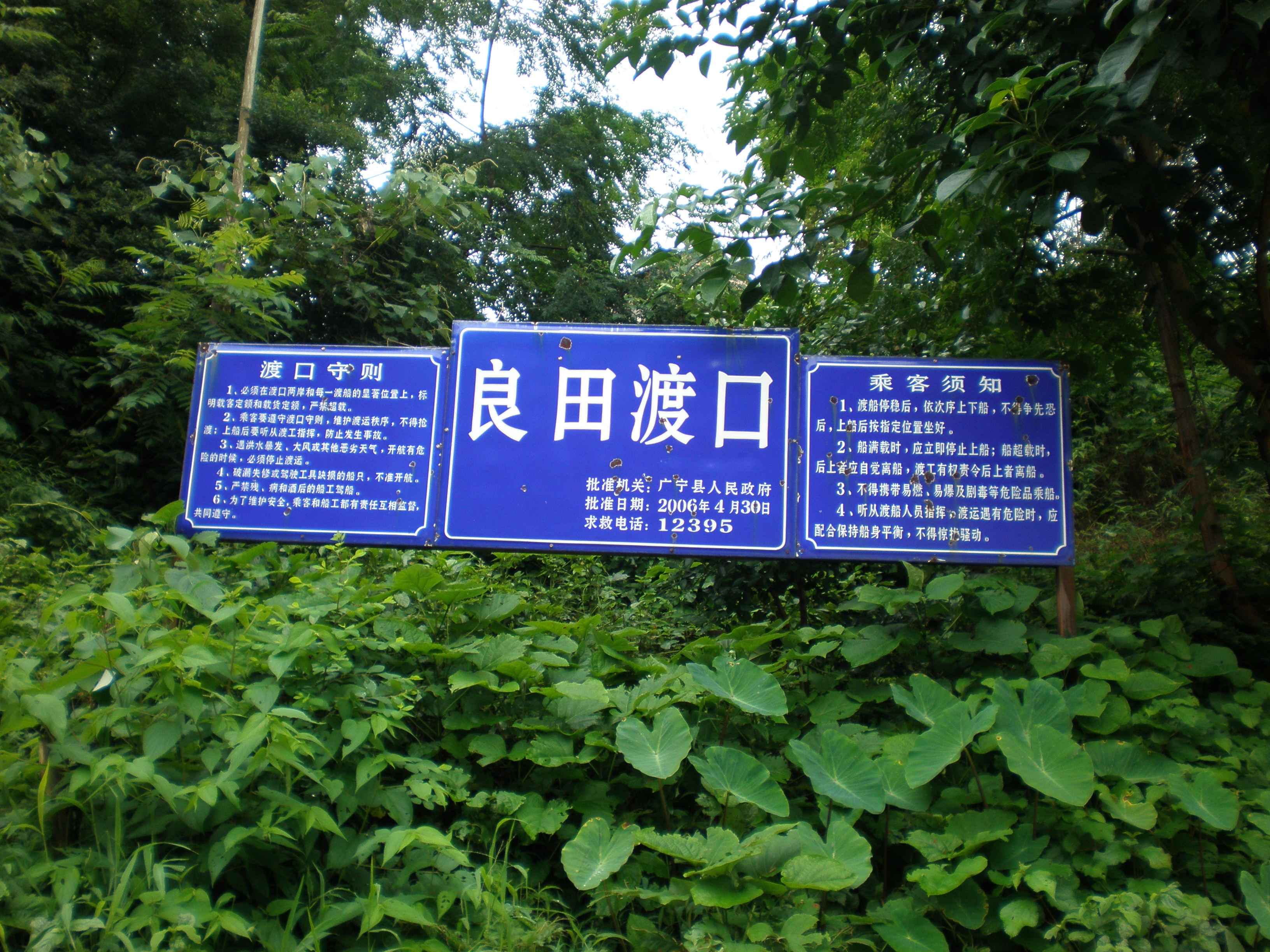
良田渡口

古水镇下辖以下地区：
古水社区、桂洞村、下蚌村、梨溪村、大潘村、蒙坑村、蒲塘村、牛岐村、大平村、太和村、黄洞村、什洞村、三坑村、湘下村和小益村。